# 情報通信ネットワーク産業協会
一般社団法人情報通信ネットワーク産業協会（じょうほうつうしんネットワークさんぎょうきょうかい、英: Communications and Information network Association of Japan、略称: CIAJ）は、通信ネットワーク・端末機器等の供給事業者、通信事業者、サービスプロバイダー、ユーザー企業等による業界団体。

## 概要
CEATEC JAPAN主催団体のひとつ。電子情報技術産業協会（JEITA）、日本電機工業会（JEMA）、ビジネス機械・情報システム産業協会（JBMIA）とならび、日本におけるいわゆる「電機・電子4団体」の1つである。
通信ネットワーク・端末機器等の供給事業者、通信事業者、サービス・プロバイダー、ユーザ企業等をはじめ、さまざまな企業が正会員として加盟している。情報通信産業界の代表団体として、ICT産業の一層の発展を目指し、活性化につながる政策提言・意見発信の強化、ICT利活用の推進による新たなビジネスの創出へ向けた環境整備、グローバルビジネスの推進、さらには環境問題といった業界共通の諸課題の解決に取り組んでいる。

## 歴史
- 1948年（昭和23年）4月20日 - 有線通信機械工業会として創立
- 1958年（昭和33年） - 通信機械工業会に改称
- 2002年（平成14年）5月 - 情報通信ネットワーク産業協会に改称
- 2009年（平成21年）10月1日 - 法人格を取得し、一般社団法人となる。